# Muniáin de Arce
Muniáin de Arce (Muniain Artzibar en euskera) es un pueblo inundado del valle de Arce. Desapareció tras la construcción del embalse de Itoiz. Sus edificaciones fueron derribadas en el año 2003. En el año 2000 contaba con un habitante empadronado.
Se encontraba a la margen derecha del río Irati, al lado opuesto de Artozqui. Contaba con una iglesia dedicada a Santa Cecilia.